# Richard Hoyt
Pour les articles homonymes, voir Hoyt.
Richard Hoyt, né le 28 janvier 1941 à Hermiston dans l'Oregon aux États-Unis, est un écrivain américain, auteur de roman policier et de roman d'espionnage.

## Biographie
En 1963, il obtient son diplôme en journalisme de l'université de l'Oregon. Puis, à l'armée, il suit des cours dans une école d'espionnage à Fort Holabird pour être formé aux techniques du contre-espionnage. Il occupe ses fonctions de 1964 à 1966 avant de reprendre ses études et d’obtenir une maîtrise en 1967. Il est reporter au Daily Journal of Commerce en 1967, et obtient un doctorat en études américaines à l'université d'Hawaï. Il fait paraître des articles dans Newsweek et devient assistant professoral en journalisme à l'université du Maryland, puis, en 1976, professeur associé en communication au Portland Community College (en).
En 1980, il publie Decoys, le premier volume d’une série consacrée à John Denson, un détective privé dans la trentaine de Seattle, amateur de vin bon marché, de chou-fleur, de cannabis et de Carlos Castaneda, sorte de version New Age du Shell Scott de Richard S. Prather. Affublé d'un tignasse attachée en queue-de-cheval, Denson mène parfois ses enquêtes en ayant recours à l'aide de Willie Prettybird, son copain de beuverie et de jeu de fléchettes.
En 1982, Richard Hoyt fait paraître deux romans : The Manna Enzyme, un roman d'espionnage très sarcastique dont l'un des héros est Fidel Castro, et Trotski se fait la paire (Trotsky’s Run), également un roman d'espionnage, où Kim Philby, ancien espion britannique réfugié en Union soviétique, prévient la CIA par son agent James Burlane, que le futur président des États-Unis est une taupe du KGB. Il s'agit du premier titre de la série consacrée aux missions de James Burlane, un agent dans la quarantaine, à la fois coureur de jupons impénitent et homme à l'honnêteté et au sens du devoir irréprochables, mais dont les propos ne se départent jamais d'un hilarant cynisme.

## Œuvre

### Romans

#### SérieJohn Denson
- Decoys (1980)
- 30 for a Harry (1981)
- The Siskiyou (1983) (autre titre de la première version plus courte : The Siskiyou Two-Step)
- Fish Story (1985)
- Whoo? (1991)
- Bigfoot (1993)
- Snake Eyes (1995)
- The Weatherman's Daughters (2003)
- Pony Girls (2004)

#### SérieJames Burlane
- Trotsky's Run (1982) Publié en français sous le titre Trotski se fait la paire, traduit par Isabelle Delord-Philippe, Paris, Gallimard, Série noire no 1922, 1983  (ISBN 2-07-048922-1)
- Head of State (1985)
- The Dragon Portfolio (1986)
- Siege (1987)
- Marimba (1992)
- Red Card: A Novel of World Cup 1994 (1994)
- Japanese Game (1995)
- Tyger! Tyger! (1996)
- Blood of Patriots (1996) (coécrit avec Neil Abercrombie)

#### SérieJake Hipp-Willow Blackwing
- Crow's Mind (2013)

#### Autres romans
- The Manna Enzyme (1982)
- Cool Runnings (1984)
- Darwin's Secret: A Novel of the Amazon (1989)
- Vivienne (2000)
- Old Soldiers Sometimes Lie: What Happened to Hirohito's Gold (2002)
- Sonja's Run (2005)
- Bad Faith (2009)

### Recueils de nouvelles

#### Série John Denson
- Private Investigations (1984)

## Sources
- Claude Mesplède, Les Années Série noire vol.5 (1982-1995), Encrage « Travaux » no 36, 2000
- Claude Mesplède et Jean-Jacques Schleret, SN Voyage au bout de la Noire (additif mise à jour 1982-1985), Futuropolis, p. 81-82, 1985